# Byszów (Basse-Silésie)
Pour les articles homonymes, voir Byszów.
Byszów est une localité polonaise de la gmina et du powiat de Dzierżoniów en voïvodie de Basse-Silésie.